# Bourguignon-sous-Montbavin
Bourguignon-sous-Montbavin là một xã ở tỉnh Aisne, vùng Hauts-de-France thuộc miền bắc nước Pháp.